# Vierhöfen
Vierhöfen – miejscowość i gmina położona w niemieckim kraju związkowym Dolna Saksonia, w powiecie Harburg, należy do gminy zbiorowej (niem. Samtgemeinde) Salzhausen.

## Położenie geograficzne
Vierhöfen leży w północno-wschodniej części Pustaci Lüneburskiej. Jest najbardziej na wschód wysuniętą gminą gminy zbiorowej Salzhausen w odległości ok. 10 km na południe od Winsen (Luhe) i tyleż samo na zachód od Lüneburga. Od wschodu sąsiaduje z gminą Mechtersen z powiatu Lüneburg, od południowego wschodu graniczy z gminą Westergellersen również z tego powiatu, od południowego zachodu graniczy z gminami Salzhausen, od zachodu z gminą Garstedt i od północy z Winsen (Luhe). Ledwie 1 km na zachód płynie rzeka Luhe, a wokół porastają lasy.

## Historia
Nazwa wsi nawiązuje do "czterech gospodarstw chłopskich" (niem. "vier Höfen"), które były początkiem nowej osady w 1350 po tym, jak w wyniku dżumy w XIV wieku poprzedzająca je wieś Wilderingborstel zupełnie się wyludniła. Ta miejscowość mogła być różnorako nazywana; stąd we wzmiankach z 1190 widać różne pisownie np. Wiberzingborstolde, Wildersingheborstlo lub Wilrecinghborstolde.

## Komunikacja
Do autostrady A7 z węzłem Garlstorf, jak i do autostrady A39 (dawna A250) z węzłem Winsen-Ost jest ok. 12 km.